# Список умерших в 1359 году

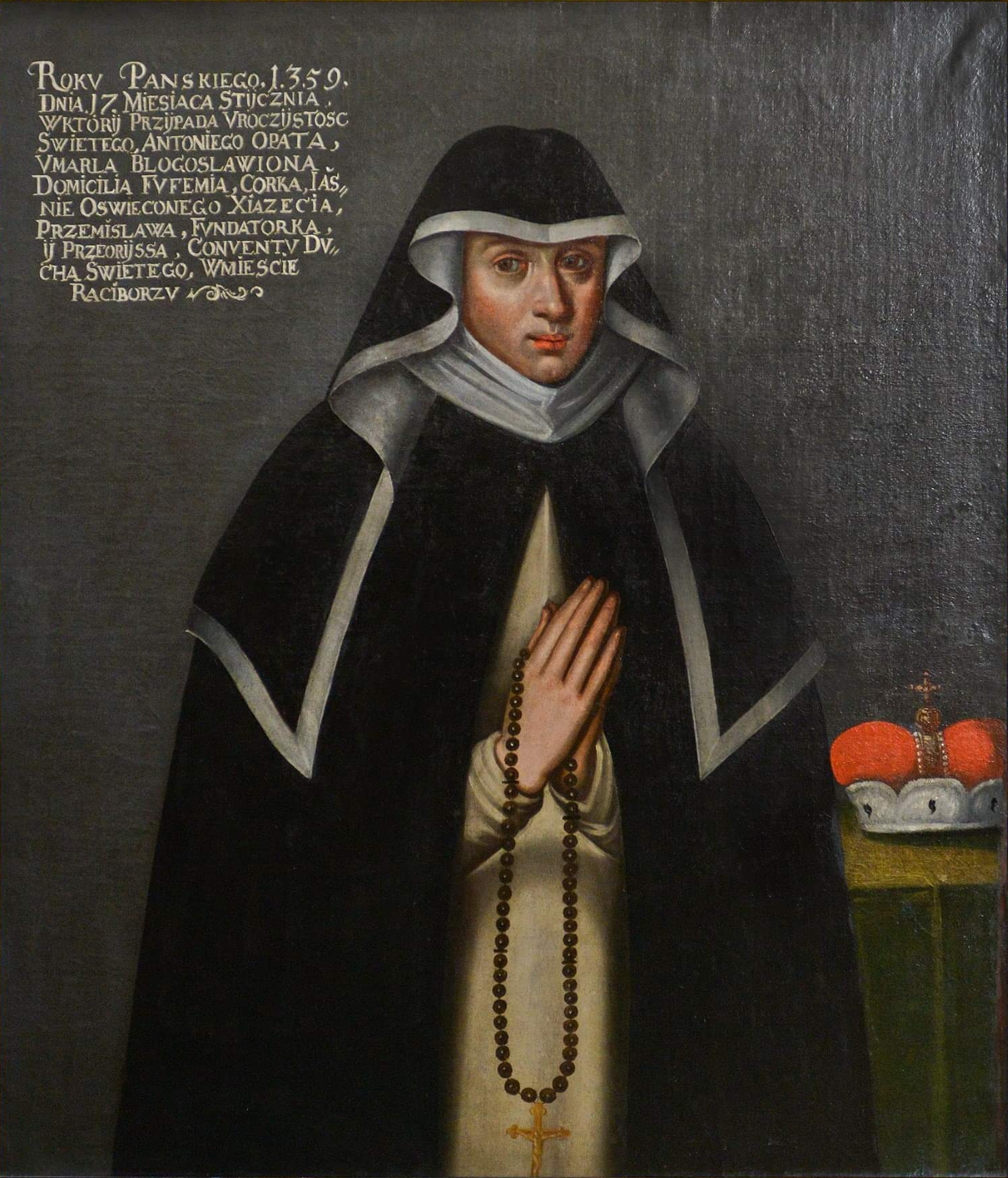
Евфимия Рацибожская

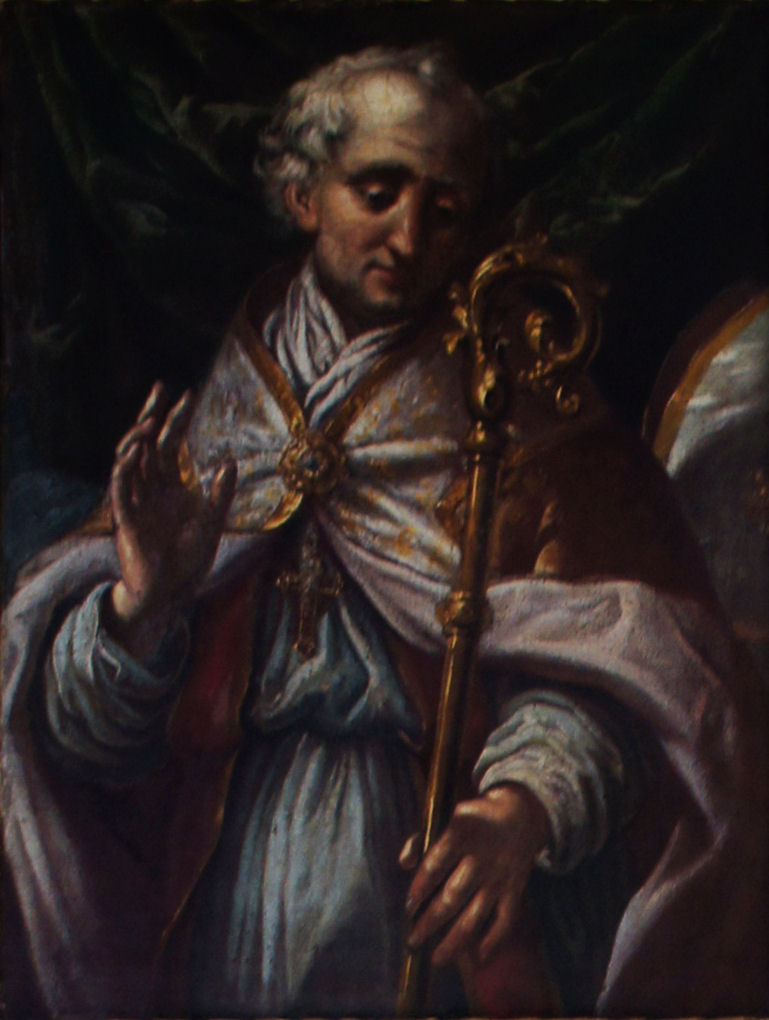
Альберт II фон Хохенберг

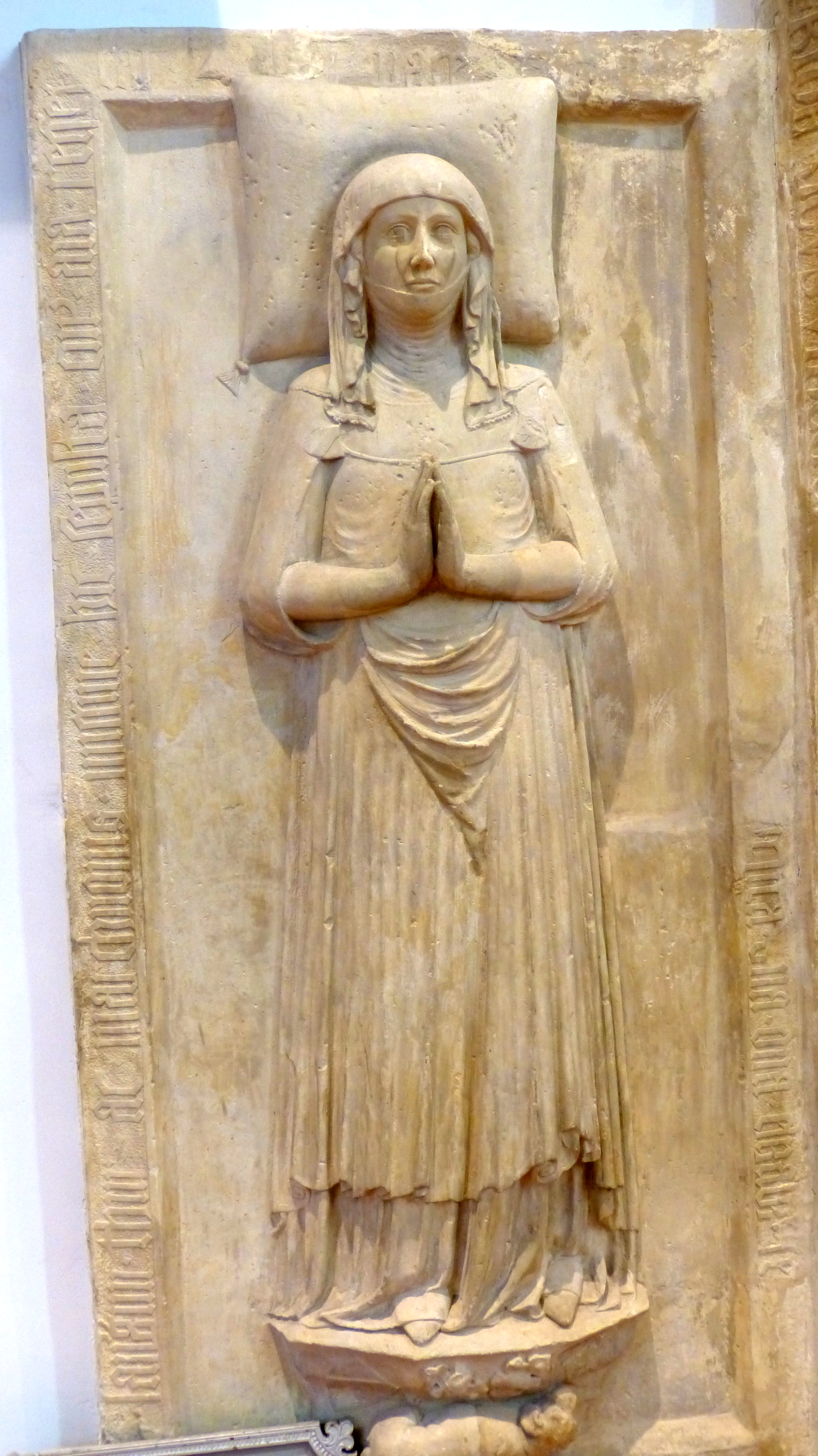
Елизавета Лобдебург-Арнсхаукская

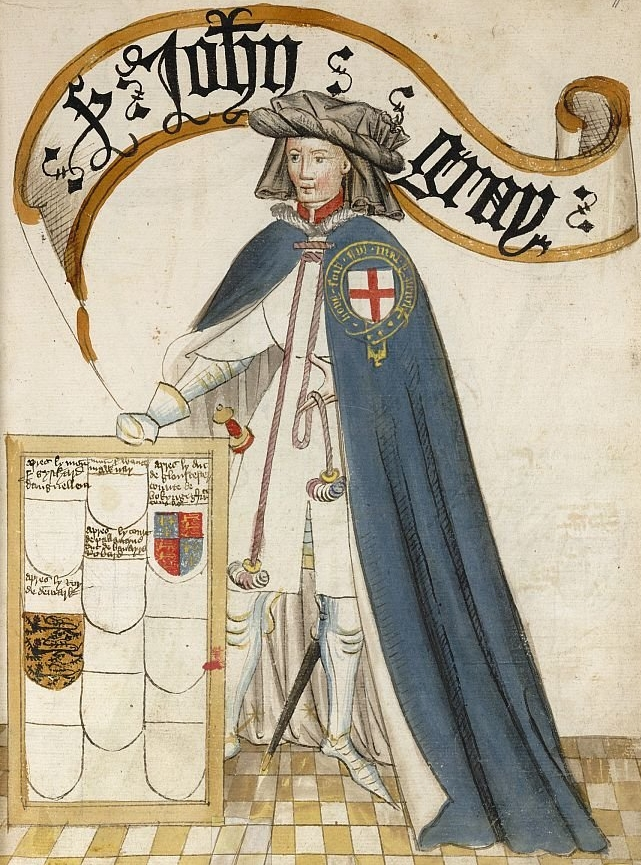
Джон де Грей, 2-й барон Грей из Ротерфилда

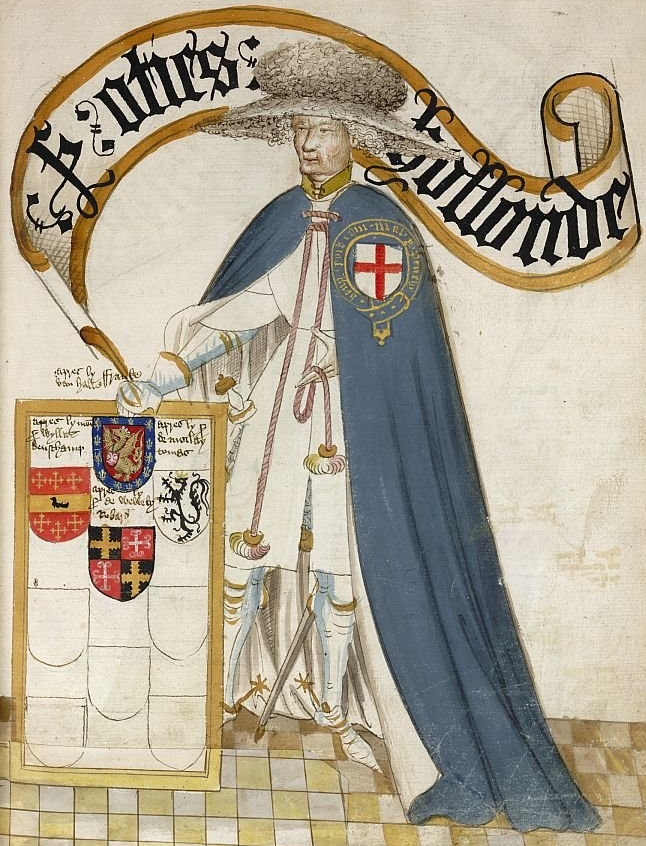
Ото Холанд

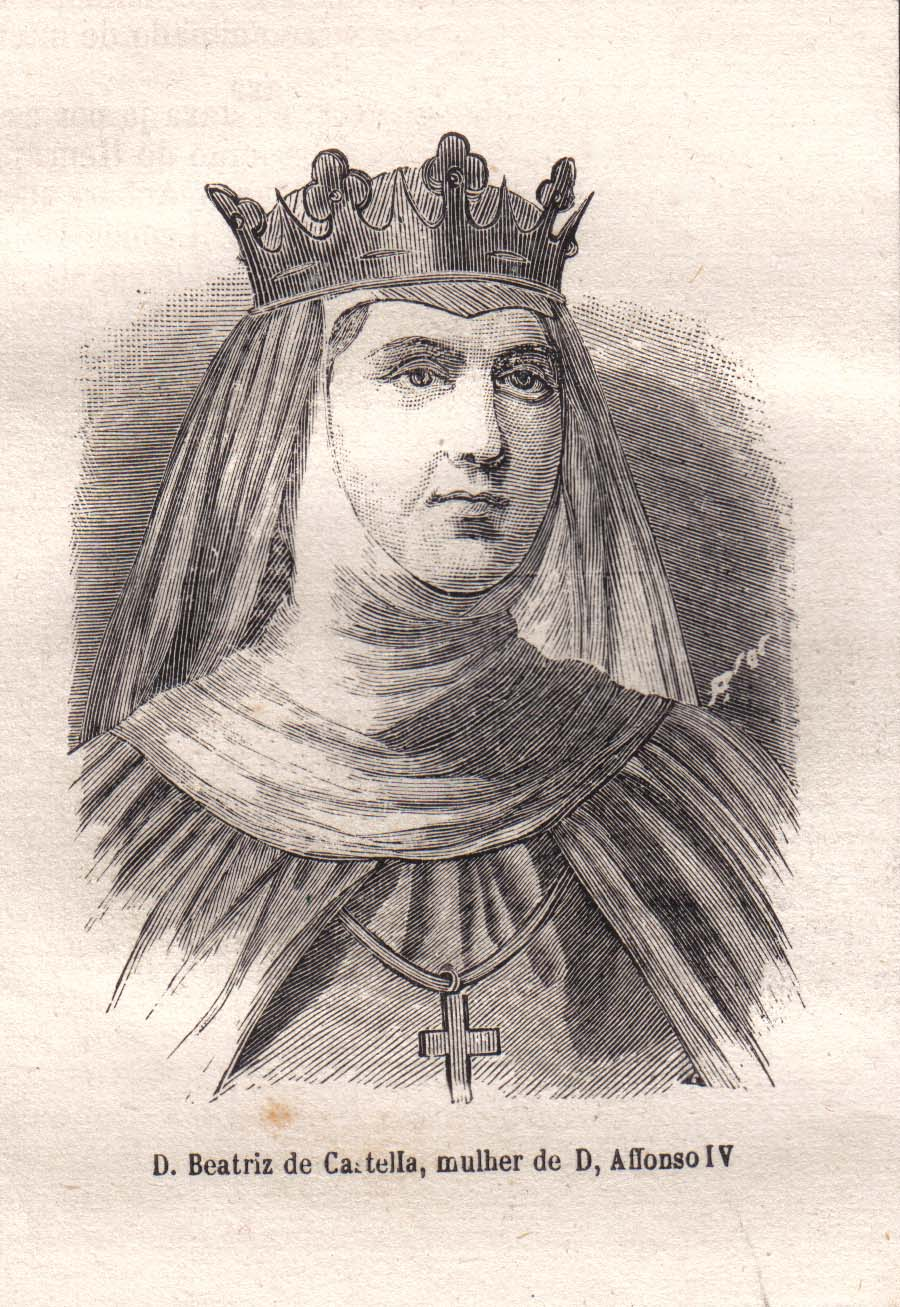
Беатриса Кастильская

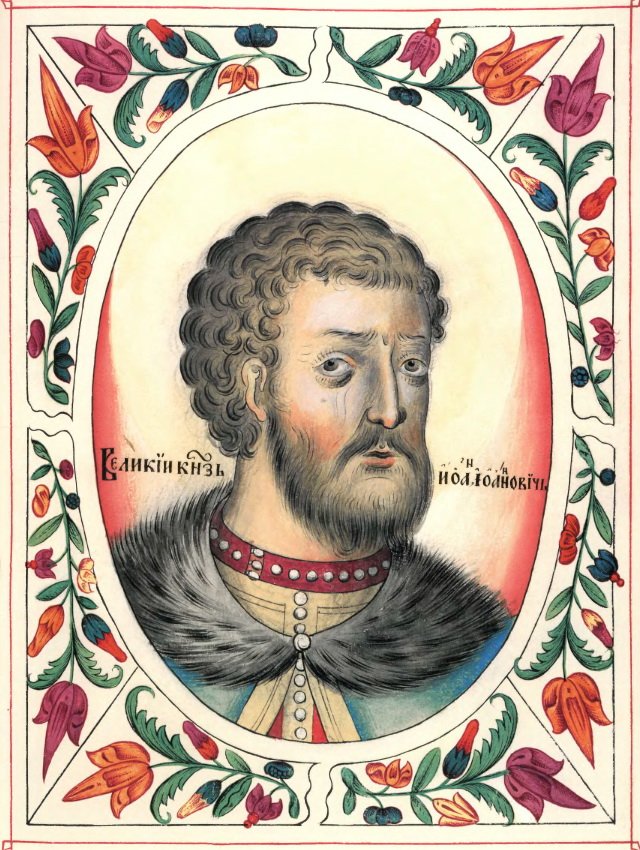
Иван II Иванович Красный

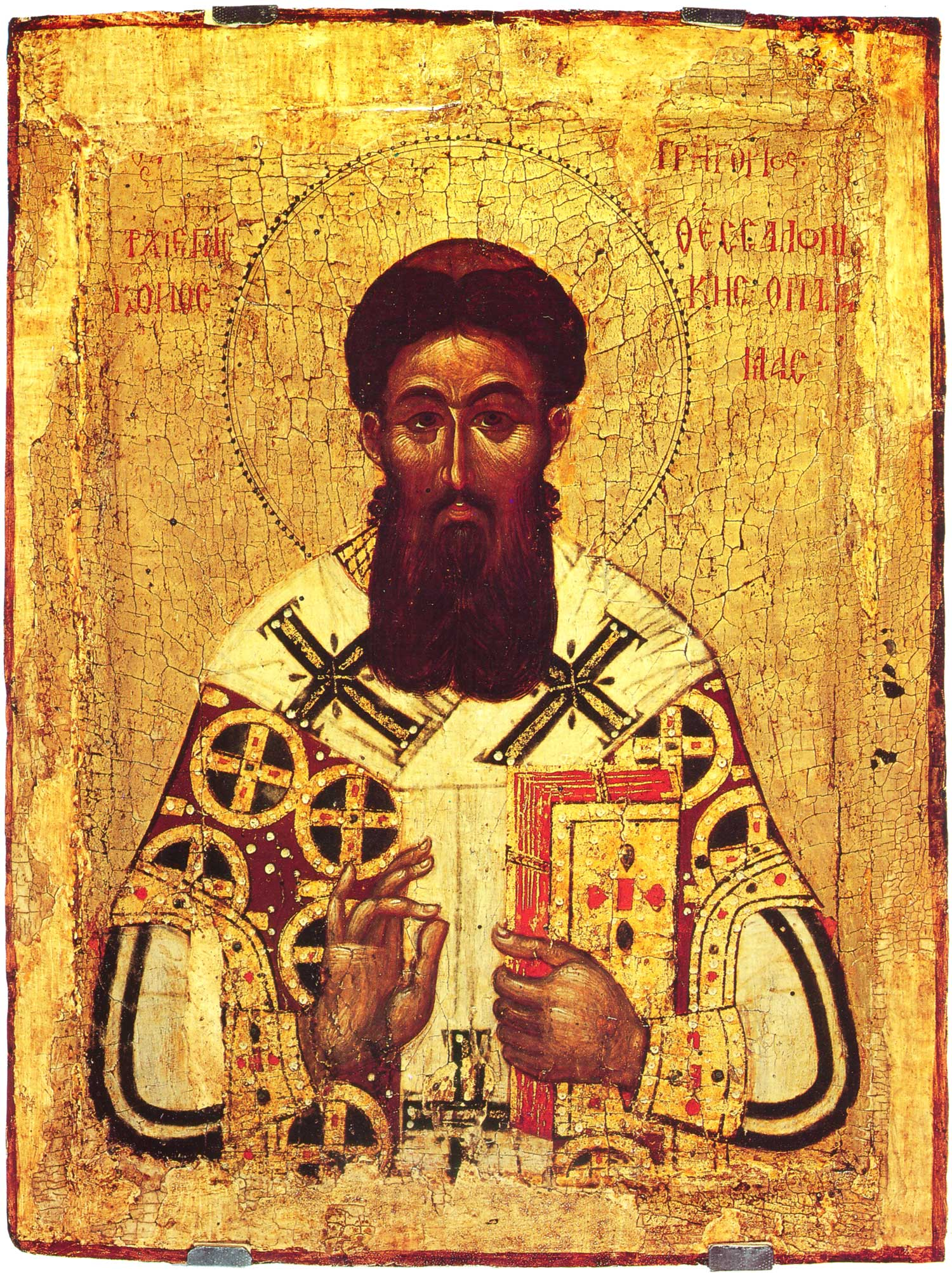
Григорий Палама

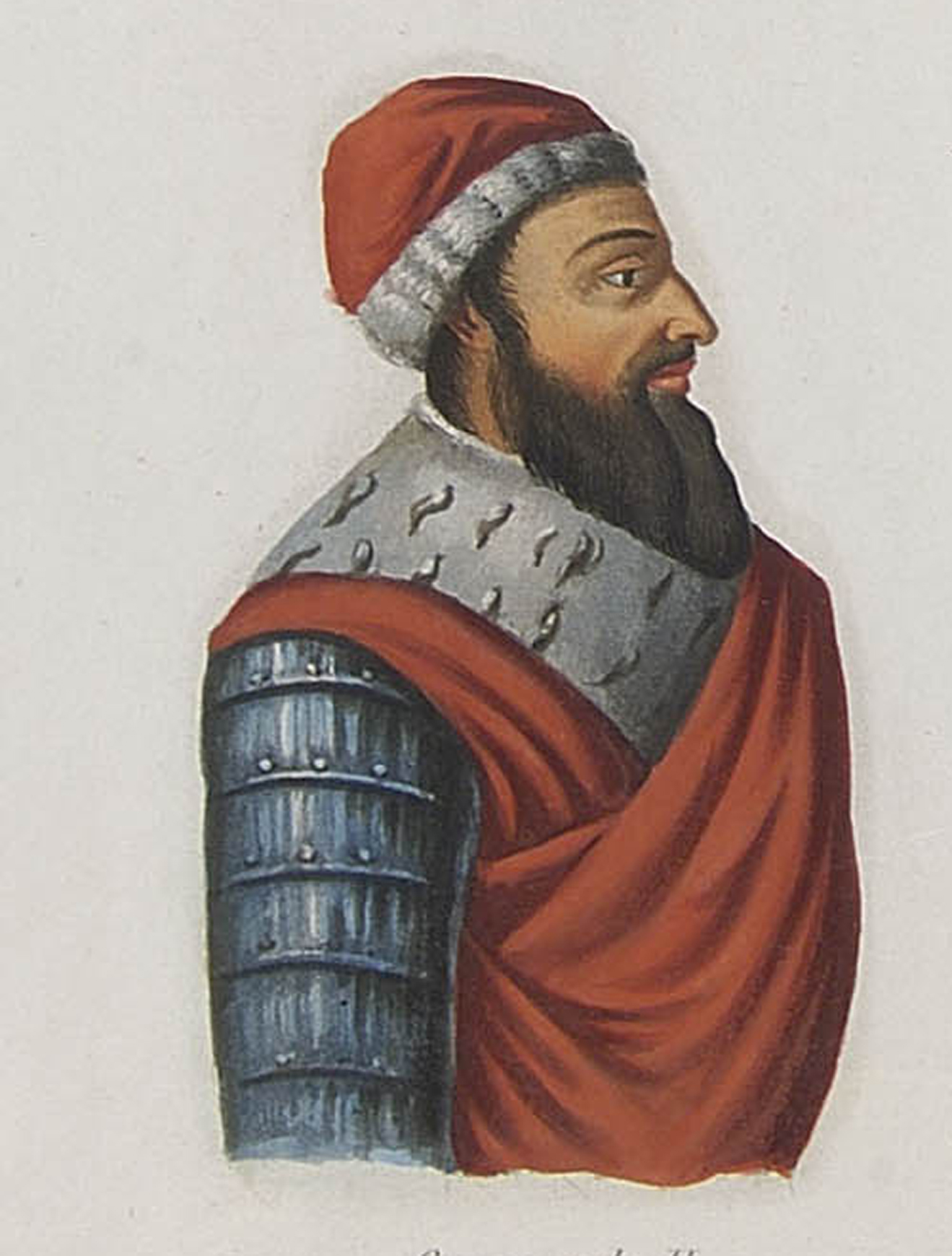
Кангранде II делла Скала

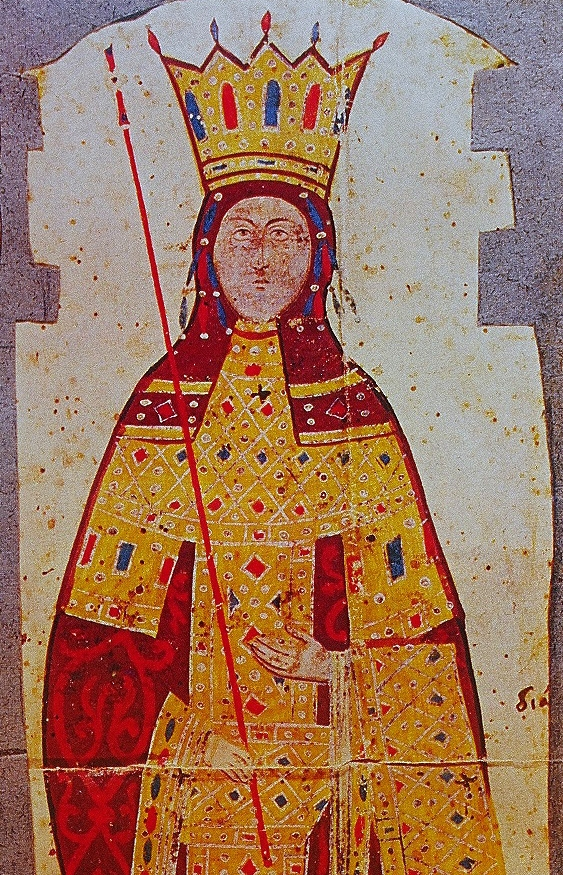
Анна Савойская

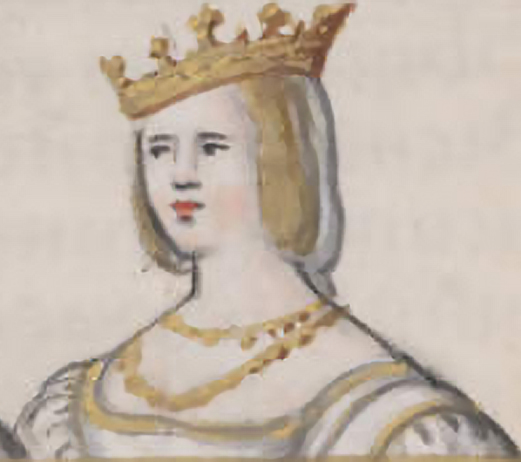
Элеонора Кастильская

В этой статье представлен список известных людей, умерших в 1359 году.
См. также: Категория:Умершие в 1359 году

## Январь
- 13 января — Рудольф фон Небра[нем.] — епископ Наумбурга (1352—1359)
- 17 января — Евфимия Рацибожская[англ.] — дочь польского князя Пшемыслава Рацибужского, монахиня и аббатиса (1341, 1358—1359) монастырь Святого Духа в Рацибуже, местночтимая святая.

## Март
- 17 марта — Киавсва II[англ.] — царь Пиньи (1350—1359)
- 21 марта — Фридрих I — барон Савини (с 1300), первый граф Цельский (1341—1359).

## Апрель
- 25 апреля — Альберт II фон Хохенберг[нем.] — епископ Констанца (1333—1334, 1356—1357), епископ Вюрцбурга (1345—1349), епископ Фрайзинга (1349—1359)

## Май
- 1 мая — Гильом де Флавакур[фр.] — епископ Вивье (1319—1322), епископ Каркассона (1322—1323), архиепископ Оша (1323—1357), архиепископ Руана (1357—1359)
- 2 мая — Иоганн I[нем.] — граф Хеннеберг-Шлойзинген (1347—1359)
- 14 мая — Хинрих Папе[нем.] — бургомистр Любека (1342)
- 15 мая — Сальманн Клеман[нем.] — епископ Вормса (1329—1359)
- 21 мая — Готье де Сант-Перн[фр.] — епископ Ванна (1347—1359)

## Июнь
- 21 июня — Эрик XII — король Швеции (1356—1358) (совместно с Магнусом Эрикссоном); умер от чумы или отравлен своей матерью Бланкой Намюрской.
- 26 июня — Джеффри де Сэй, английский аристократ, 2-й барон Сэй (1323—1359), участник Столетней войны.

## Июль
- 10 июля — Уильям Грейсток (38) — 2-й барон Грейсток (1320—1358).
- 12 июля — Ульрих II фон Вальзее[нем.] — наместник Австрии в Штирии (1329—1359)

## Август
- 1 августа — Альберт III[англ.] — князь Ангальт-Цербста (1359), совместно с дядей Вальдемаром I и отцом Альбертом II
- 22 августа — Елизавета Лобдебург-Арнсхаукская[нем.] — жена Фридриха I Мейсенского

## Сентябрь
- 1 сентября — Джон де Грей (58) — 1-й барон Грей из Ротерфилда (1338—1359), один из рыцарей-основателей ордена Подвязки, участник Столетней войны.
- 3 сентября — Отто Холланд — английский рыцарь, один из основателей Ордена Подвязки.
- 10 сентября — Госвин фон Херике — ландмейстер Тевтонского ордена в Ливонии (1345—1359)
- 22 сентября — Хуан Фернандес де Хинестроса[исп.] — кастильский дворянин, приближённый короля Кастилии Педро I, погиб в битве при Аравиане
- 27 сентября — Иоганн III — граф Гольштейн-Плёна (1314—1359), граф Гольштейн-Киля (1316—1359)

## Октябрь
- 3 октября — Левольд фон Нортхоф (80), немецкий хронист и священник из Вестфалии, каноник в Льеже, придворный летописец графов фон дер Марк.
- 10 октября — Гуго IV де Лузиньян — Король Иерусалима и Кипра (1324—1358). В ноябре 1358 года добровольно отрёкся от престола в пользу своего сына Пьера.
- 25 октября — Беатриса Кастильская (66) — дочь короля Кастилии и Леона Санчо IV, жена короля Португалии Афонсу IV.

## Ноябрь
- 13 ноября — Иван II Иванович Красный (33) — первый князь звенигородский (1339—1353), Князь Московский (1353—1359), Великий князь Владимирский (1354—1359), князь Новгородский (1355—1359)
- 14 ноября:
  - Бернардино I да Полента — сеньор Равенны и Червии (1346—1359) из гвельфского рода да Полента;
  - Григорий Палама — архиепископ Фессалоникийский (1347—1359), христианский мистик, византийский богослов и философ, систематизатор и создатель философского обоснования практики исихазма, отец и учитель Церкви. Прославлен Православной церковью в лике святителей.
- 21 ноября — Джон де Саттон — первый барон Саттон из Дадли (1342—1359).

## Декабрь
- 14 декабря — Кангранде II делла Скала («Бешеный пёс») (27) — итальянский государственный деятель и кондотьер, сеньор Вероны (1351—1359) из дома Скалигеров; убит своим братом Кансиньорьо делла Скала.
- 15 декабря — Иоганн I (Цигенхайм)[нем.] — граф Цигенхайн (1304—1359)
- 25 декабря — Беатриса Баварская — дочь короля Германии и императора Священной римской империи Людовика IV, жена короля Швеции Эрика XII, умерла после рождения мертворождённого сына или отравлена Бланкой Намюрской

## Дата неизвестна или требует уточнения
- Абдулла[англ.] — правитель Чагатайского улуса (1358—1359)
- Акоп II Киликийский[англ.] — католикос Армянской апостольской церкви (1327—1341), (1355—1359)
- Алтоман Войнович — сербский феодал из рода Войновичей, герцог (великий жупан) Хума (1347—1359).
- Анна Савойская — дочь графа Савойи Амадея V, жена императора Византии Андроника III Палеолога, регент Византийской империи (1341—1347) при своём сыне Иоанне V Палеологе.
- Уолтер Бентли — английский рыцарь, участник Столетней войны, наместник английского короля в Бретани (1350—1353), командующий английскими войсками и победитель в битв при Мороне (1352).
- Бердибек — чингизид, восьмой хан Золотой Орды (1357—1359); убит в результате переворота.
- Ван Мянь — китайский художник и поэт времён династии Юань.
- Вук Косача — сербский воевода, военачальник царя Сербии Стефана Уроша Душана. Основатель средневековой династии Герцеговины, известной как Косача; убит родственниками убитого им Бранко Растиславича.
- Габриэле Маласпина[итал.] — епископ Луни (1351—1359)
- Генрих фон Бовентин[нем.] — Великий комтур Тевтонского ордена (1351—1359)
- Герхох фон Вальдек[нем.] — епископ Кимзе (1354—1359).
- Гонсало Яньес де Мендоса, испанский дворянин, 8-й сеньор де Мендоса.
- Гуго фон Шельфенберг[нем.] — епископ Кимзе (1359)
- Джорджо дель Карретто — маркграф марки Ди Финале (1313—1359), маркграф Ноли из династии Дель Карретто
- Евфимия Сицилийская[англ.] — регент королевства Сицилия (1355—1357) при брате Федериго III Сицилийском
- Жанна де Клиссон («Львица Бретани») — бретонская аристократка, которая стала капером, чтобы отомстить за своего мужа после того, как он был казнён за измену французским королём.
- Зигфрид II[нем.] — граф Виттгенштейна (1322—1359)
- Иван Александрович — великий князь смоленский (1313—1359).
- Кийя Афрасиаб[англ.] — основатель и первый правитель династии Афрасияб (1349—1359) в Мазендеране; убит
- Людольф Курляндский[нем.] — епископ Курляндский (1354—1359)
- Никифор II Орсини — правитель Эпирского царства (1335——1337), а также деспот (1356—1359), правитель Фессалии (1356—1359), убит албанцами в битве у Ахелооса в Этолии.
- Николай VII Хахот — венгерский барон, бан Славонии (1343—1346, 1353—1356), бан Хорватии (1345—1346, 1353—1356)
- Педро Альфонсо де Кастилия[исп.] — незаконнорожденный сын короля Кастилии Альфонсо XI Справедливого; убит по приказу своего единокровного брата, короля Кастилии Педро I Жестокого.
- Раймон Роже I де Комменж, виконт Кузерана и Брюникеля.
- Роберт из Эйвсбери — английский историк и хронист, один из летописцев начального периода Столетней войны.
- Фёдор Глебович — последний Князь муромский (1354/1355—1359)
- Элеонора Кастильская — инфанта Кастилии, дочь короля Фердинанда IV Кастильского, жена короля Арагона (1329—1336); убитая по приказу своего кузена, короля Кастилии Педро I
- Хуан Альфонсо де Кастилия[исп.] — незаконнорожденный сын короля Кастилии Альфонсо XI Справедливого, сеньор Херес-де-лос-Кабальерос (1342—1344), сеньор Ледесма (1344—1350); убит по приказу своего единокровного брата, короля Кастилии Педро I Жестокого.
- Хуана де Лара[исп.] — сеньора Бискайи (1352—1358).
- Элеонора Кастильская, инфанта Кастилии, королева Арагона, вторая жена Альфонсо IV.
- Эрих I — герцог Саксонии (1282—1296) (совместно с братьями Альбрехтом III и Иоганном II и дядей Альбрехтом II), герцог Саксен-Лауэнбурга (1296—1303) (совместно с братьями Альбрехтом III и Иоганном II), герцог Саксен-Бергедорф-Лауэнбурга (1303—1321) и герцог Саксен-Ратцебург-Лауэнбурга (1321—1338); в 1338 году отрёкся в пользу своего сына Эриха II.
- Эскандар II[англ.] — правитель из династии Падуспанидов в Табаристане (1333—1359)
- Якопо Донди дель Орологио[англ.] — врач, астроном и часовщик в Падуе, первопроходец в искусстве часового дизайна и строительства.